# Giovanni Antonio Serbelloni

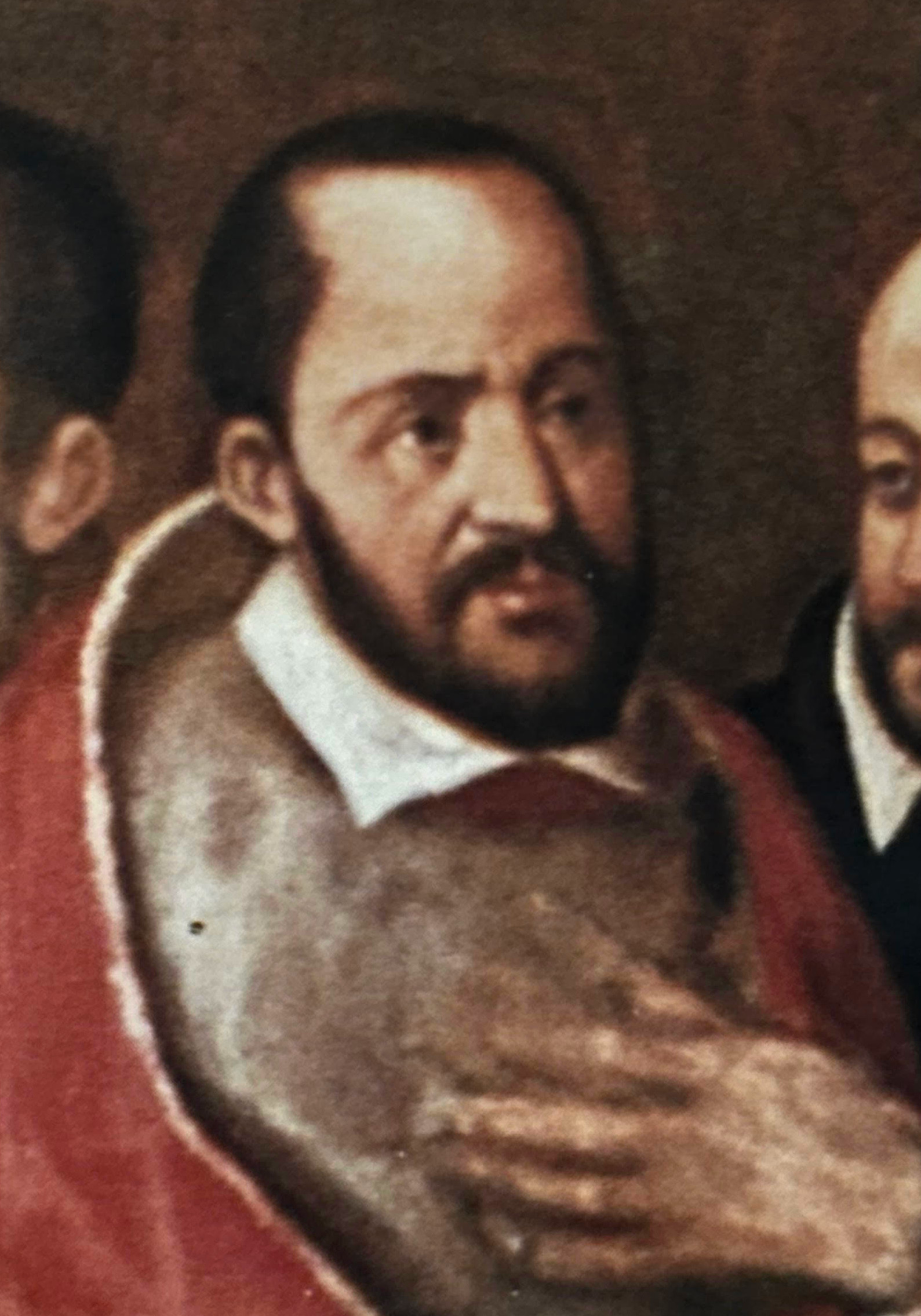
Giovanni Antonio Kardinal Serbelloni (Gemäldeauaschnitt, 2. Hälfte 16. Jahrhundert)

Giovanni Antonio Serbelloni (* 1519 in Mailand; † 18. März 1591 in Rom) war ein italienischer Kardinal.

## Leben

### Herkunft und frühe Jahre
Seine Eltern waren Giampiero Serbelloni und Elisabetta Rainoldi, die aus einem vornehmen Mailänder Haus stammte. Er war der jüngste Sohn, seine Brüder waren der General Fabricius, der Großprior von Ungarn Gabriel, und der  Bischof von Cassano all’Jonio, Giovanni. Vettern waren die Kardinäle Carlo Borromeo und Mark Sittich von Hohenems.

### Kirchliche Laufbahn

Kardinalswappen (moderne Nachzeichnung)

Er wandte sich der geistlichen Laufbahn zu und wurde am 7. Mai 1557 als Nachfolger seines Onkels Giovanni Angelo Medici, der sich allerdings einen Teil der Einkünfte vorbehielt, Bischof von Foligno.
Nachdem sein Onkel im Dezember 1559 als Pius IV. zum Papst gewählt wurde, ernannte dieser ihn in seinem ersten Konsistorium am 31. Januar 1560 zum Kardinaldiakon von San Giorgio in Velabro – außer ihm wurden auch Carlo Borromeo und Giovanni de’ Medici in demselben Konsistorium ernannt – und Serbelloni wurde wenige Wochen nach der Kardinalserhebung Bischof von Novara, das durch die Resignation des Kardinals Giovanni Morone vakant geworden war. 1565 wechselte er nach Santa Maria degli Angeli, 1570 wurde er zunächst Kardinalpriester von San Pietro in Vincoli, dann von San Clemente, um schließlich nach Sant’Angelo in Pescheria zu wechseln. 1577 wurde Santa Maria in Trastevere die letzte Station vor der Ernennung zum Kardinalbischof der Sabina im Juli des Jahres 1578. In rascher Folge stieg Kardinal Serbelloni nun nacheinander zum Inhaber der suburbikarischen Bischofssitze von Palestrina (Oktober 1578), Frascati (März 1583), Porto (Dezember 1587) und schließlich im März 1589 zum Kardinalbischof von Ostia auf und wurde damit Dekan des Kardinalskollegiums. Zudem wurde er Gouverneur von verschiedenen Städten des Kirchenstaates, dann wurde er Legat in Perugia, später in der Romagna. Er war für insgesamt vier Päpste tätig: Pius IV., Pius V., Gregor XIII. und Sixtus V.

### Tod und Begräbnis
Giovanni Antonio Serbelloni starb 1591 in Rom und wurde in der dortigen Kirche Santa Maria degli Angeli e dei Martiri beigesetzt.